# Marvel's Mill

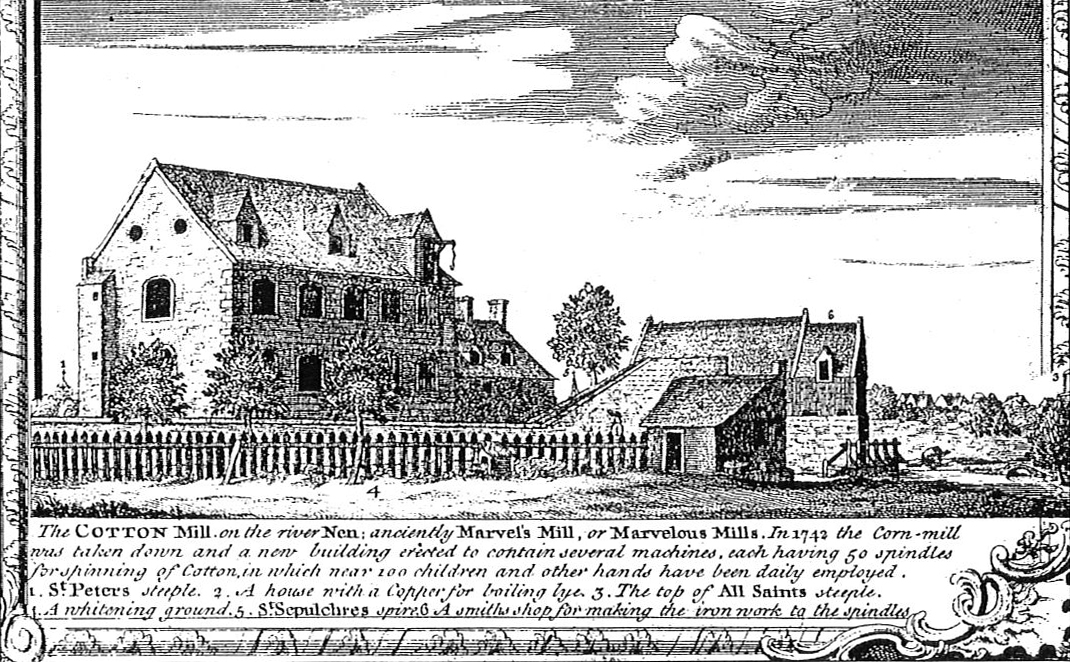
El molino de algodón en el río Nene, dibujo de 1746 de Northampton. La más antigua representación pictórica conocida de un molino de algodón.

Marvel’s Mill o Marvell’s Mill, situada en el río Nene en Northampton, Inglaterra, fue la segunda fábrica mundial de hilado de algodón, la primera de operar con molino de agua y la primera de ser impulsada por una fuente de energía inanimada. Creada por Edward Cave en 1742, fue una de las «fábricas de algodón Paul-Wyatt» que utilizaron la maquinaria de hilatura inventada por Lewis Paul y John Wyatt, quien primero la utilizó en su principal fábrica «Upper Priory Cotton Mill», en Birmingham, el verano de 1741.

## Historia
El molino de Marvel tenía una historia larga como molino de viento accionado por el agua, estando documentado como el «molino de Merewyns» en 1253. Originariamente, perteneció al Priorato de San Andrés de Northampton, su propiedad pasó en la ciudad de Northampton tras la disolución de los monasterios, y fue arrendado a una sucesión de inquilinos.
En 1742 Edward Cave, editor de The Gentleman's Magazine, adquirió el molino de Northampton, y a través de su conocimiento con el escritor Samuel Johnson se puso en contacto con Paul y John Wyatt, a los que les compró una licencia de una de sus cinco máquinas de un telar mecánico para operar con un total de 250 husos a 3 £ por eje. Cave compró el molino de Marvell después de haberle ofrecido otros molinos en Romsey y Gloucester. Demolió el molino de maíz existente, y erigió un nuevo edificio para albergar la maquinaria de hilado, con las dependencias para la lejía en ebullición para el blanqueo, y un taller de herrero para el mantenimiento de los husos.
Poco se sabe del funcionamiento del molino, aunque los expedientes supervivientes indican el nombramiento de un mecánico Thomas Yeoman como el «operador» director de la fábrica, así como un encargado Harrison, y un capataz Newton, que había estado trabajando en el antiguo molino de Birmingham. Sin embargo, la operación estuvo lejos de lo que seguramente se esperaba: los documentos de abril de 1743 indican ganancias anuales proyectados de hasta 599 £ con planes para doce máquinas; en octubre del mismo año únicamente 50 de los 100 empleados proyectados estaban trabajando y el beneficio anual había disminuido a 113 £.
A pesar de estas deficiencias, el negocio sobrevivió y un grabado del 1746 lo muestra funcionando y empleando a 100 trabajadores. A la muerte de Cave en 1754, el molino pasó a su hermano y sobrino, y en esta etapa tuvo la participación de Samuel Touchet, uno de los principales comerciantes de la industria preindustrial del algodón de Lancashire, que también había tenido licencias para operar la maquinaria de Paul desde 1742 y había fundado un segundo molino en Birmingham en 1744.  Touchet, sin embargo, no consiguió ningún beneficio y en 1756 se anunció la venta del molino y su maquinaria. Eventualmente volvió a Lewis Paul el control directo del molino, después de su muerte en 1759, fue expropiado, por la falta de pago de la renta de 1761 y no hay pruebas de hilado de algodón en el lugar más allá de esta fecha. En 1768 el molino estaba en posesión de «William Faulkner and Thomas Harris, Mill’s» y en 1774 el patio fue ocupado por un zapatero. No se conoce el destino de la maquinaria de hilado del molino, pero hay indicios de que fue adquirida por Richard Arkwright, cuya patente de 1769 se basaba en principios muy similares.